# 安全檢查

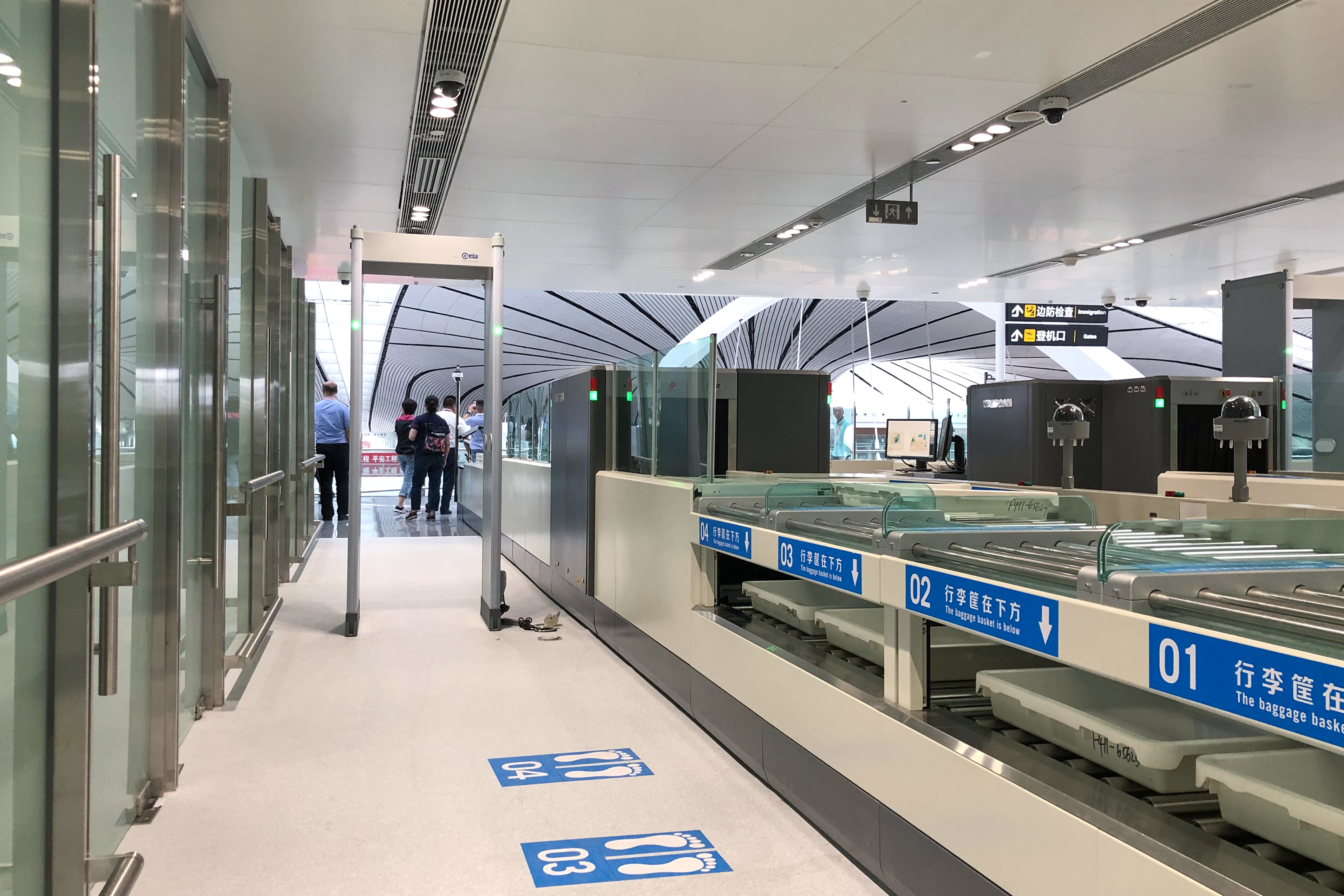
北京大兴国际机场的安全检查设备

安全检查（简称安检，Security check）为降低安全风险所采取的一切检验手段，为风险管理主要内容之一，涵盖社会、经济与政治生活各个领域，根据特定的对象和要求，包括对特定建筑与设施建设的验收、特定场所人员及随行物品的进入、生产与产品流通过程、特定领域（如计算机网络）、人员和货物出海关入境通关以及特定场所和设备工具的定期安全检验等。

## 工作安全
例如消防安全、建築工地、物業管理等，根据特定要求或技术指标必须进行的安全检验。对高危行业如矿山开采、烟花生产，每周、每日、每个工作班组轮换，应有严格安检规定程序要求。

## 設備安全
通常為定期進行，以年度或季度为限。公众最常接触的必须进行定期安全检验的有机动车年度安全性能技术检验，简称为机动车年检。在中国大陆，乘用电梯必须由质量技术监督部门每年进行一次安全性能检验，凡检验合格的电梯均在电梯内贴有安全性能技术“检验合格”标志。

## 產品安全
产品的生产过程中质验为质量管理主要环节，其中所涉及到的产品安全性能技术指标就属于安全检验范围。例如食品安全檢查。

## 閘口安檢
閘口安檢適用於機場、海關、碼頭、火車站、政府機關、娛樂場所、工廠、商店、住宅大廈、医院及重要辦事處等的閘口出入點，主要檢查通過閘口的人員身份以及是否攜帶危險物品。
机场安检是指乘坐民航飞机乘客登机前必须接受的一项人身和行李检查项目，目的是保证乘客自身安全和民用航空器在空中飞行安全所采取的一项必要措施。由于劫机事件和恐怖活动的愈演愈烈，特别是2001年美国美国9·11恐怖袭击事件以后，世界各国民航机构对安检项目上与严格的程度上所采取的措施大同小异。
出入境检验的对象包括所有商品、动物、植物及其种子，对可能危及生命财产安全、带来疾病与病虫害传播和外来物种入侵起到防护作用。

## 設備
安全檢查設施包括搜毒犬、行李X光機及金屬探測器等。